# Tomer Capone
Tomer Capone (Jolon, 15 de julio de 1985) es un actor israelí. Es principalmente conocido por interpretar a Frenchie en la serie original de Amazon Prime Video, The Boys.

## Biografía
Nació en Jolón, pero se crio en la ciudad de Rishon LeZion. 
Tras graduarse en el instituto, en 2004 se unió a las Fuerzas de Defensa de Israel, primero como soldado y luego en la brigada paracaidista.
Tiene una relación con la modelo israelí, Ortal Ben-Shoshan, desde 2012.
En 2017, fue una de las celebridades israelíes que recrearon fotos icónicas de Israel para celebrar el 69.º aniversario de la independencia del país. Él recreó una portada de la revista Life, donde aparecía Yossi Ben Hanan tras la Guerra de los Seis Días sobre las aguas del canal de Suez.
En 2018 fue modelo, junto a Shlomit Malka, de la marca de moda israelí Fox.

### Carrera
Protagonizó varias series de gran aceptación en su país como Hostages, Fauda o Taagad (Charlie Golf One) antes de rodar su primera película en 2015, con Natalie Portman como directora, A Tale of Love and Darkness.
En 2016 le otorgaron el premio Ophir (los Oscars israelíes), al mejor actor de reparto por One Week and a Day.
En 2018 protagoniza la serie israelí, When Heroes Fly, ganadora de varios premios.
Desde 2019 interpreta el papel de Serge "Frenchie" en la serie de televisión The Boys, basada en el cómic homónimo.

## Filmografía

### Cine
| Año  | Título                             | Papel               | Notas     |
| ---- | ---------------------------------- | ------------------- | --------- |
| 2015 | A Tale of Love and Darkness        | The Pioneer (Juno)  |           |
| 2015 | Wedding Doll                       | Chen                |           |
| 2016 | One Week and a Day                 | Zohar Zooler        |           |
| 2018 | Entebbe                            | soldier David Cohen |           |
| 2018 | BeMerhak Me'a Meter: Long Distance | Gil                 | Telefilme |
| TBA  | Slingshot                          |                     |           |

### Televisión
| Año           | Título                    | Papel                     | Notas                   |
| ------------- | ------------------------- | ------------------------- | ----------------------- |
| 2012          | Galis                     | Benyamin Berg             |                         |
| 2013–2016     | Hostages                  | Guy                       | Principal               |
| 2015          | Dig                       | Nadav                     | 2 episodios             |
| 2015          | Fauda                     | Boaz                      | Principal; Temp. 1      |
| 2016          | Der Tel-Aviv-Krimi        | Amir Dawud                | Serie alemana           |
| 2016          | Taagad (Charlie Golf One) | Daniel                    | Principal; Temp. 1      |
| 2017          | Eretz Nehederet           | Alin-Lin's Date           | Episodio #15.5          |
| 2017–2018     | Fullmoon                  | Idan Perry                | Principal               |
| 2018          | When Heroes Fly           | Aviv Danino               | Principal               |
| 2019–presente | The Boys                  | Sergei "Serge" / Frenchie | Principal, 21 episodios |